# Andrzej Klee
Andrzej Klee (ur. 29 kwietnia 1951 w Rzeszowie) – polski koszykarz występujący na pozycji obrońcy, reprezentant kraju, wielokrotny medalista mistrzostw Polski, obecnie dziennikarz radiowy.

## Osiągnięcia
Na podstawie, o ile nie zaznaczono inaczej.
Drużynowe
- Mistrz Polski (1975)
- Wicemistrz Polski (1973, 1974, 1979)
- Brązowy medalista mistrzostw Polski (1976, 1977)
- Zdobywca pucharu Polski (1974)
- Finalista pucharu Polski (1973)
- Awans do ekstraklasy z Resovią Rzeszów (1971)